# Жан-П'єр Жуне
Жан-П'єр Жуне (фр. Jean-Pierre Genet; 15 жовтня 1962, Шательро) — французький регбіст, грає за клуб «Рейсінг 92».

## Досягнення
- Чемпіон Франції з регбі (Щит Бреннуса): 1990
- Віце-чемпіон Франції: 1987